# Masaaki Hatsumi
Masaaki Hatsumi (初見良昭, Hatsumi Masaaki), né le 2 décembre 1931 au Japon, est le fondateur et actuel soke du Bujinkan-Ninpo, style de bujutsu reposant sur les 9 écoles dont il est l'héritier (Togakure Ryû, Kumogakure Ryû, Gyokushin Ryû, Kotô Ryû, Gyokko Ryû, Shinden Fudô Ryû, Kukishinden Ryû, Takagi Yôshin Ryû, Gikan Ryû). Il fut l'élève de Takamatsu Toshitsugu précédent Soke, et il est le 34e descendant du clan Togakure-Ryu.